# Steenhoornbloem
De steenhoornbloem (Cerastium pumilum) is een eenjarige plant die behoort tot de anjerfamilie (Caryophyllaceae). Het is een plant van droge, matig voedselrijke, zandige of stenige grond langs spoordijken en op dijken. De plant komt van nature voor in het Middellandse Zeegebied en Midden- en West-Europa. In Nederland komt de plant voor in stedelijke gebieden. Op de Vlaamse rode lijst komt ze voor onder de naam kleine hoornbloem. Ze staat op de Nederlandse Rode lijst van planten als zeer zeldzaam en stabiel of toegenomen. In de Nederlandse Oecologische Flora is deze soort opgenomen onder de naam Dwerghoornbloem.
De donkergroene, vaak sterk rood aangelopen plant wordt 2–20 cm hoog. De stengel is met klierharen bezet. De bladeren met kortbehaarde bladranden zijn langwerpig of ei- tot lancetvormig.
De steenhoornbloem bloeit in april en mei met 6–9 mm grote, witte bloemen. De bloemstelen knikken niet omlaag. De 1,9-3,5 mm brede, ingesneden kroonbladen zijn langer dan de vrije kelkbladen. De haren aan de top van de kelkbladen steken niet buiten de rand. De nagel van het kroonblad is kaal. De stijlen zijn 1,2-1, 8 mm lang. De bovenste schutbladen hebben een vliezige rand, die van de op een na onderste vertakking minder dan een kwart van de totale lengte van het schutblad inneemt, dit in tegenstelling tot die bij de zandhoornbloem (Cerastium semidecandrum). De bloeiwijze is met 0,2-0,3 mm lange klierharen bezet.
De vrucht is een lang-walsvormige doosvrucht, die met tien tanden openspringt. De wrattige zaden zijn bruin en iets plat.

## Namen in andere talen
- Nederlands: staat ook bekend als dwerghoornbloem
- Duits: Dunkles Hornkraut
- Engels: Dwarf Mouse-ear
- Frans: Céraiste nain